# Monika Grochola
Monika Grochola (ur. 14 listopada 1982) – polska judoczka.
Była zawodniczka klubów: MKS Zryw Łowicz (1994-2001), KS AZS-AWF Wrocław (2002-2004). Wicemistrzyni Polski seniorek 2004 w kategorii do 63 kg. Ponadto m.in. trzykrotna młodzieżowa mistrzyni Polski (2002, 2003, 2004).